# 誰かが誰かを愛してる
「誰かが誰かを愛してる」（だれかがだれかをあいしてる、英語: Everybody Loves Somebody）は、サム・コスロー (Sam Coslow)、アーヴィング・テイラー (Irving Taylor)、ケン・レイン (Ken Lane) が共作した1947年の歌。

## ヒットまでの経緯
1964年までに、フランク・シナトラによるものを含む数件のレコーディングがなされていたが、ヒットには至っていなかった。1964年、共作者のひとりであるレインが、ディーン・マーティンのアルバム『Dream with Dean』のセッションにピアニストとして参加した際、スタジオが使用できる残り時間が1時間あまりという時点でアルバムには1曲分足りないという状態になり、レインはマーティンにこの曲を歌ってみることを提案した。ディーンはこれに同意し、ピアノとギター、ドラム、ベースというスモール・コンボの編成で、比較的静かな、レイドバックしたジャズ・バージョンの演奏が行なわれた。マーティンはこの曲を、20年ほど前の1948年にボブ・ホープのラジオ番組で披露したことがあった。
その直後、マーティンは次作のアルバムに入れるべく、オーケストラとコーラスを付けてこの曲を再レコーディングした。マーティンが所属していたリプリーズ・レコードは、このバージョンがヒットすると見込んで、アルバムのタイトルを『Everybody Loves Somebody』として、この曲が目立つようにした。
当時のマーティンは、依然としてメジャーな歌手であったが、1958年以降はTop 40 入りするヒット曲に恵まれていなかった。さらに、ブリティッシュ・インヴェイジョンがアメリカ合衆国のチャートを席巻するなか、中年のイタリア系クルーナーが、多くのティーンエージャーに受けるとは思われていなかった。しかし、この曲はBillboard Hot 100 とEasy Listening のチャートで首位に立ち、後者では8週間にわたって首位にとどまった。それまでマーティンの代表曲は「ザッツ・アモーレ (That's Amore)」であったが、ヒットによってその座はこの歌に代わり、マーティンは1965年から1974年まで、自身のバラエティ番組のテーマ曲としてこれを歌った。この曲は、マーティンと強く結びつけられたため、これ以降のカバー・バージョンは、ヒットしたマーティンのバージョンと何かと比較されることになった。
マーティンはロックンロールを嫌っていたため、西側諸国の数多くのティーンエージャーたちと同じようにビートルズを信奉していた当時14歳の息子ディーン・ポール・マーティン (Dean Paul Martin) とは、家庭内でしばしば対立していた。マーティンは息子に、「お前のお気に入りの連中をチャートから追い出してやる (I'm gonna' knock your pallies off the charts)」と言い、1964年8月15日には「誰かが誰かを愛してる」が、ビートルズをビルボード・チャートの首位から引き摺り下ろしたのであった。
マーティンのバージョンは、同じくマーティンによる「ジェントル・オン・マイ・マインド」とともに、1960年代スパイ映画のパロディであるフランス映画『OSS 117 リオデジャネイロ応答なし (en:OSS 117: Lost in Rio)』に用いられた。

## その他のバージョン
- テレサ・ブリューワー - 1964年のアルバム『Golden Hits of 1964』に収録。
- アンディ・ウィリアムズ - 1965年のアルバム『Andy Williams' Dear Heart』に収録。
- ブレンダ・リー - 1965年のアルバム『Too Many Rivers』に収録。
- クラウディオ・リッピ (Claudio Lippi)  - 1966年にイタリア語で「Per Ognuno C'è Qualcuno Sempre」と題してレコーディング。その後イタリア国内ではリッピの代表曲として知られるようになった。
- コニー・スミス - 1967年のアルバム『Downtown Country』に収録。
- ディーン・マーティン&シャルル・アズナヴール - 2007年のアルバム『Forever Cool』に収録。

## 曲名「Everybody Loves Somebody」
日本語では「誰かが誰かを愛してる」が曲名であるが、英語原題「Everybody Loves Somebody」は「誰もが誰かを愛してる」、あるいは、題名に続く歌詞の内容を考慮すれば「誰もがいつかは誰かを愛することがある」という意味である。
「Everybody Loves Somebody」という言葉は、ロサンゼルスにある、マーティンの墓標にも刻まれている。